# Bantam (Wyspy Kokosowe)
Bantam lub Bantam Village – miejscowość na wyspie Home Island, w australijskim terytorium zależnym Wyspy Kokosowe. Największa osada terytorium, zamieszkana jest przez ok. 421 osób - głównie Malajczyków Wysp Kokosowych.